# Odznaka „Mistrz Sportu” (Polska)
Odznaka „Mistrz Sportu” – polskie odznaczenie resortowe wprowadzone ustawą o kulturze fizycznej z 3 lipca 1984 w formie odznaki, której wzór i tryb nadawania został opublikowany w rok później, przeznaczone do nagradzania zawodników szczególnie wyróżniających się osiągnięciami sportowymi oraz godną postawą obywatelską.
Tytuł „Mistrz Sportu”, który przyznawany był wraz z odznaką, mógł otrzymać zawodnik spełniający jeden z dziesięciu warunków:
- posiadał przez okres co najmniej 3 lat klasę mistrzowską międzynarodową, zdobywąjąc w tym okresie tytuł mistrza Polski indywidualnie lub w zespole,
- posiadał przez okres co najmniej 5 lat klasę mistrzowską, zdobywając w tym okresie tytuł mistrza Polski indywidualnie lub w zespole
- reprezentował Polskę na igrzyskach olimpijskich,
- trzykrotnie w różnych latach reprezentował Polskę na mistrzostwach świata seniorów,
- czterokrotnie w różnych latach reprezentował Polskę na mistrzostwach Europy seniorów,
- zdobył tytuł mistrza świata lub Europy seniorów,
- dwukrotnie w różnych latach zdobył medale na mistrzostwach świata lub Europy seniorów,
- ustanowił rekord świata lub Europy seniorów,
- trzykrotnie w różnych latach zdobył tytuł mistrza Polski indywidualnie,
- czterokrotnie w różnych latach zdobył tytuł mistrza Polski w zespole.

Tytuł i odznakę „Mistrz Sportu” zlikwidowano 11 maja 1996 wraz z szeregiem innych odznaczeń ustanowionych w okresie PRL (zniesione zostały również odznaka „Zasłużony Mistrz Sportu” i Medal za Wybitne Osiągnięcia Sportowe). Obecnie jedynym polskim odznaczeniem sportowym jest ustanowiona w 2007 odznaka „Za Zasługi dla Sportu”.